# Marty (Dakota del Sur)
Marty es un lugar designado por el censo ubicado en el condado de Charles Mix en el estado estadounidense de Dakota del Sur. En el Censo de 2010 tenía una población de 402 habitantes y una densidad poblacional de 48,14 personas por km².

## Geografía
Marty se encuentra ubicado en las coordenadas 42°59′47″N 98°25′49″O / 42.99639, -98.43028. Según la Oficina del Censo de los Estados Unidos, Marty tiene una superficie total de 8.35 km², de la cual 8.35 km² corresponden a tierra firme y (0%) 0 km² es agua.

## Demografía
Según el censo de 2010, había 402 personas residiendo en Marty. La densidad de población era de 48,14 hab./km². De los 402 habitantes, Marty estaba compuesto por el 3.23% blancos, el 0% eran afroamericanos, el 95.02% eran amerindios, el 0% eran asiáticos, el 0% eran isleños del Pacífico, el 0% eran de otras razas y el 1.74% pertenecían a dos o más razas. Del total de la población el 0.5% eran hispanos o latinos de cualquier raza.